# Монтекастело (Пиза)
Монтекастело (итал. Montecastello) је насеље у Италији у округу Пиза, региону Тоскана.
Према процени из 2011. у насељу је живело 231 становника. Насеље се налази на надморској висини од 82 м.